# Emma Baumann

Emma Baumann

Emma Baumann, geborene Emma Schubotz (7. April 1855 in Erfurt – 3. Februar 1925 in Leipzig) war eine deutsche Opernsängerin (Sopran) und Gesangspädagogin.

## Leben
Baumann wurde 1855 in Erfurt als Tochter eines königlichen Telegraphensekretärs geboren. Ihr Vater unterstützte sie in ihrem musikalischen Interesse und bereits in der Schule war sie eine überaus gelehrige Gesangsschülerin. Ab 1883, nachdem sie bereits in Berlin durch die Theaterdirektion Seidelmann für die Bühne vorbereitet worden war, konzentrierte sie sich auf das Theater. Nach einer Tätigkeit als Gesangslehrerin in Darmstadt debütierte sie als „Martha“ am Stadttheater in Dortmund. Anschließend wurde sie für Kroll’sche Theater in Berlin engagiert, wo sie 1884 debütierte.
Direktor Eugen Staegemann in Leipzig hörte von ihrem außerordentlichen Erfolg in Berlin und veranlasste sie auch, auf der Leipziger Bühne auf Engagement zu gastieren. Sie sang am 13. Juli 1884 die „Elvira“ in Don Juan mit solchem Erfolg, dass sie alsbald engagiert wurde. Am 5. August 1884 sang sie im Engagement, aber noch als Gast; sie verblieb dort bis mindestens 1903.
Ab 1907 arbeitete sie erneut als Gesangspädagogin in Leipzig. Sie verstarb 1925 in Leipzig im Alter von 69 Jahren. Sie war verheiratet mit dem Bassisten Baumann.
Sie hinterließ einige wenige Schallplatten für Berliner Records (Leipzig 1899) und Nicole Records (Leipzig 1903).